# 국제음악원전기구
국제음악원전기구(The Répertoire International des Sources Musicales /RISM, English International Inventory of Music Sources, German Internationales Quellenlexikon der Musik )은 1952년 파리에서 설립된 국제비영리기구로, 전 세계에 현존하는 역사학적 음악 사료의 출처를 포괄적으로 문서화하는 것을 목표로 한다. 리즘은 이와 같은 업무를 담당하는 가장 큰 조직이자 서면으로 기록된 음악 사료를 문서화하기 위해 범세계적으로 운영되고 있는 유일한 단체이다. 리즘은 국제음악학회( International Musicological Society) 와 국제음악도서관아카이브협회(International Association of Music Libraries, Archives and Documentation Centers) 가 후원하는 4개의 음악 서지학 프로젝트 중 하나이며, 리즘 외에 릴름(Répertoire International de Littérature Musicale/RILM, 1966년 설립), 리딤 (Répertoire international d'iconographie musicale/RIdIM, 1971년 설립), 리쁨 (Répertoire international de la presse musicale/RIPM, 1980년 설립)이 있다.
창립 직후 A.H. King은 리즘에 대해 "인문학 분야에서 어떤 주제에 대한 사료와 관련하여 수행된 것 중에 장기간으로 계획된 가장 대담한 프로젝트 중 하나"라고 했다.
등록된 음악 사료는 필사본이나 인쇄출판된 악보, 그리고 음악 관련 글이나 대본이다. 이들은 도서관, 기록보관소, 교회, 학교 그리고 개인적으로 소장되어 보관되어 있다. 리즘은 무엇이 존재하며 그것이 어디에 보관되어있는지를 분명하게 알려주고 있다. 리즘은 전문가들 사이에서 전 세계의 음악 사료를 문서화하는 중요한 공간으로 인정받고 있다.
종합적인 색인을 만들고 있는 리즘의 작업은 두 가지 목적을 이행해나가고 있다. 하나는 음악 사료가 손실되지 않도록 보호하는 것이고 다른 하나는 학자와 음악가가 모두 사용할 수 있도록 하는 것이다.

## 조직

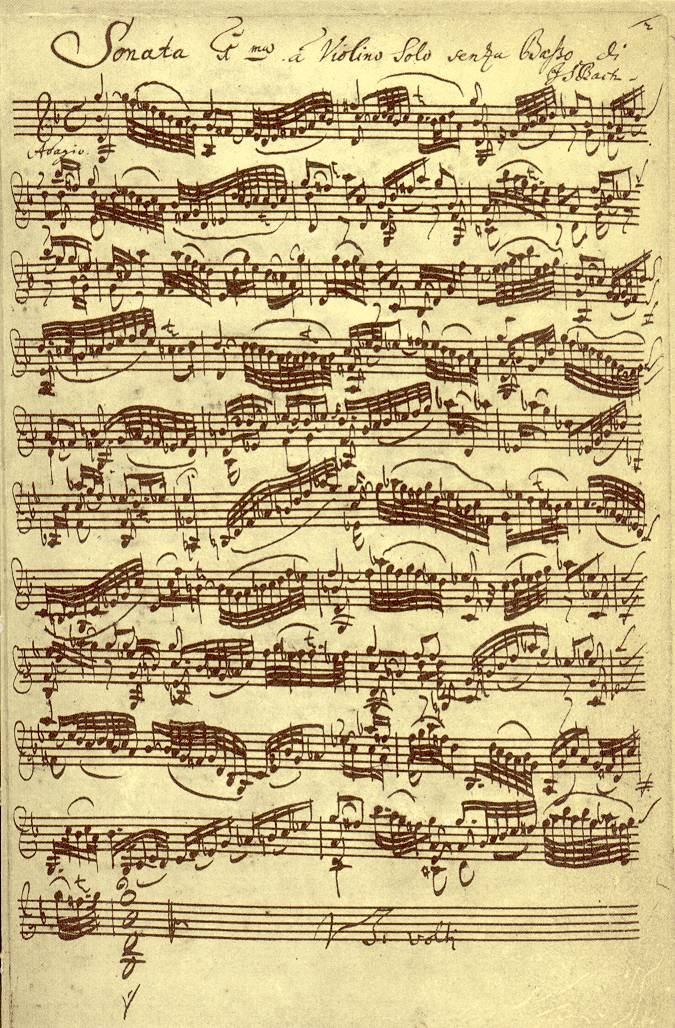
자필본의 예: Johann Sebastian Bach, 바이올린 독주를 위한 소나타, BWV 1001, 베를린 주립 도서관에 보존됨(RISM ID 번호 467096700)

리즘의 워킹 그룹은 35개국 이상에서 하나 또는 여러 개의 그룹으로 참여하고 있다. 해당 그룹에 속해있는 약 100명의 기여자들이 자국에서 보존되어있는 음악 사료를 목록화한다. 이들은 프랑크푸르트 암 마인에 있는 RISM Zentralredaktion(리즘 본부)에서 관리하는 중앙데이터베이스를 사용한다.
리즘에서 찾아볼 수 있는 음악 사료와 활동 중인 리즘 워킹 그룹의 기여자의 국가는 다음과 같다.
- Afghanistan
- Andorra
- Argentina
- Australia
- Austria
- Azerbaijan
- Belarus
- Belgium
- Brazil
- Bulgaria
- Canada
- China
- Colombia
- Croatia
- Czech Republic
- Denmark
- Egypt
- Estonia
- Finland
- France
- Germany
- Georgia
- Greece
- Guatemala
- Hong Kong
- Hungary
- Iceland
- India
- Indonesia
- Iran
- Ireland
- Israel
- Italy
- Japan
- Latvia
- Lebanon
- Lithuania
- Luxembourg
- Mexico
- Netherlands
- New Zealand
- Norway
- Pakistan
- Poland
- Portugal
- Romania
- Russia
- Saudi Arabia
- Slovakia
- Slovenia
- South Africa
- South Korea
- Spain
- Sweden
- Switzerland
- Taiwan
- Tajikistan
- Turkey
- Ukraine
- United Kingdom
- United States
- Uruguay
- Uzbekistan
- Vatican City
- Venezuela

리즘 본부 (RISM Zentralredaktion)와 독일의 워킹 그룹은 마인츠의 과학 및 문학 아카데미 가 지원한다. 다른 워킹 그룹은 자국에서 개별적으로 지원받는다.

## 출판
리즘은 전 세계의 음악 사료에 대해 설명이 포함된 전자 데이터베이스에 중점을 두고 있다. 또한 대부분 책으로 출판되어 온 리즘 시리즈는 별개의 그룹으로 포함된다.

### 리즘 데이터베이스
리즘 데이터베이스는 리즘 카탈로그(RISM Catalog)와 리즘 온라인(RISM Online)이라는 두 가지 무료 온라인 리소스를 통해 검색할 수 있다. 리즘 카탈로그는 2010년에 처음 공개되었으며 바이에른 주립 도서관 (Bayerische Staatsbibliothek) 과 베를린 주립 도서관 (Staatsbibliothek zu Berlin)의 리즘 그룹의 협력으로 이루어졌다. 리즘 온라인은 2021년 스위스의  리즘 디지털 센터에서 시작되었다.
데이터베이스에 설명된 음악 사료(2023년 3월 현재 140만 개) 중 대부분은 음악 필사본이며, 상당한 수의 인쇄출판본과 소량의 대본과 논문도 있다. 음악 필사본은 1600년에서 1850년 사이의 자료에 초점이 맞추어져있지만 데이터베이스에는 이보다 훨씬 이전이나 이후의 필사본도 포함되어 있다. 인쇄출판된 음악의 경우 1945년 이전에 인쇄된 음악에 주력한다. 900개 이상의 도서관에 보존된 37,000명 이상의 작곡가의 음악을 이 데이터베이스에서 찾을 수 있다.

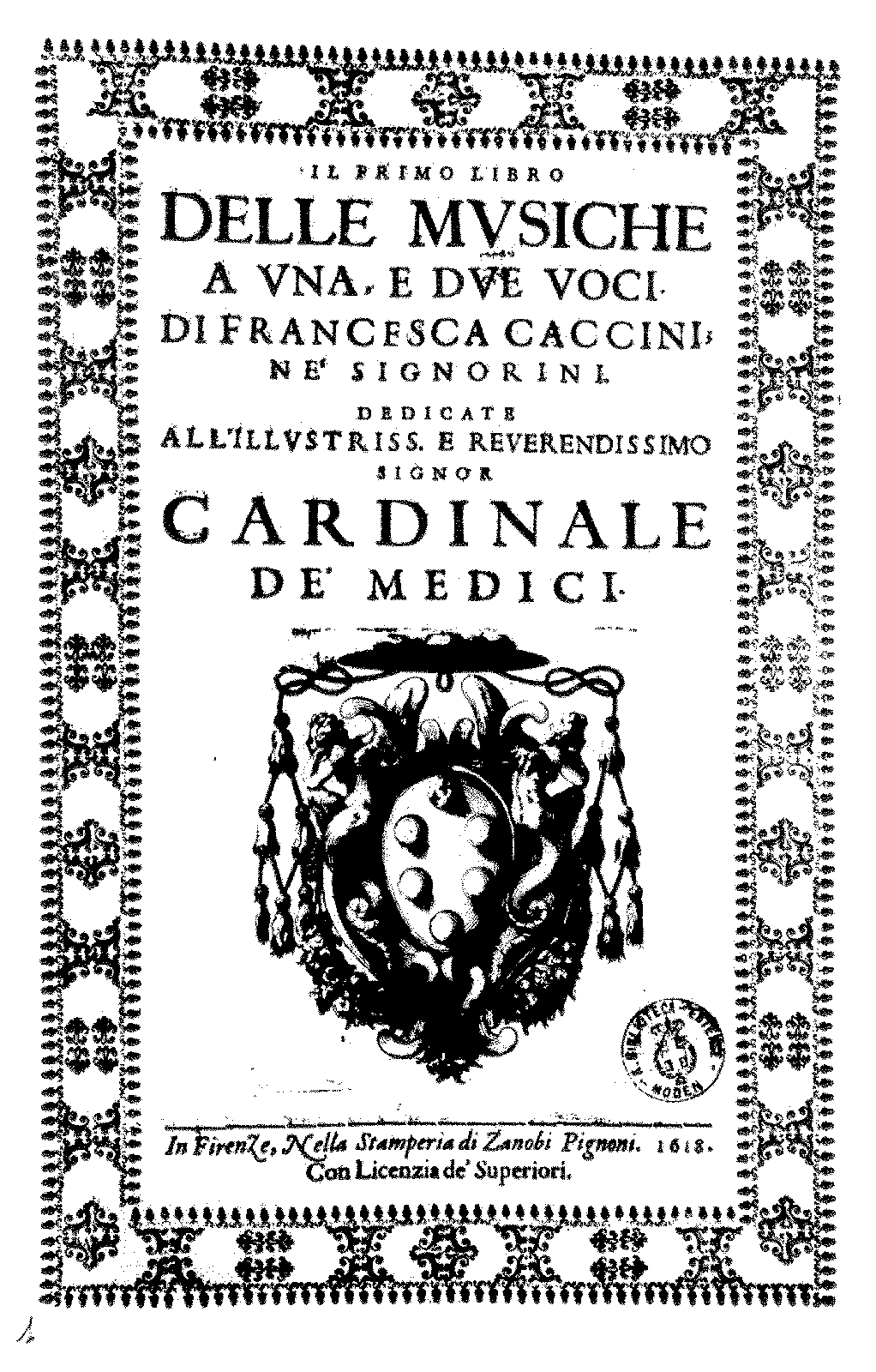
프란체스카 카치니, "Primo Libro delle Musiche"(피렌체, 1618). RISM ID 번호: 990007800 [https://opac.rism.info/search?id=990007800

리즘에서 기재된 사항은 100개 이상의 필드로 구성되어 있는 동일한 체제에 입각한 것으로 �상세한 설명을 제공한다. 여기에는 다음과 같은 정보가 포함된다.
- 작곡가의 이름(생년월일 및 사망일 포함)
- 제목
- 작품 또는 카탈로그 번호( 있는 경우)
- 연주구성
- 형식 – 예: 악보, 파트보 또는 피아노 악보로 편곡
- 대본가, 이전 소유자 및 헌정받은 인물과 같이 추가적으로 필요한 이름
- 음악학 문헌과 관련한 참고문헌
- 사료가 보존되는 도서관 또는 기관 목록

필사본에 대해서는 필사자 와 필사 시기에 대한 자세한 설명이 제공된다.. 인쇄출판된 음악에는 장소, 연도 및 출판사 혹은 발행자 와 같은 출판 정보가 포함된다. 또한 많은 작품에는 음악 인시핏(incipit)이 제공되는데, 이는 작품의 주요 악장이나 부분의 시작음이나 몇 마디를 보여주는 것이다.
다양한 검색창을 통해서 이러한 항목을 찾아보고 검색할 수 있다. 상세한 질문은 특정 색인을 결합하여 답을 얻어낼 수 있다. 예를 들어, 클라라 슈만의 자필본이나 프랑수와 쿠프랭의 음악이 담긴 필사본의 보급에 대해서 리즘에 저장된 모든 정보를 즉시 살펴보는 것이 가능하다. 음악 인시핏은 익명의 작품을 알아내거나 어떤 작품의 일부인지를 알아내기 위해서 유용한 검색이 될 수 있다. 이 방법을 사용하려면, 검색자가 작품 초반의 몇개의 음표를 입력해야한다.
연구자와 연주자를 위해 1차 자료에 대해 접근할 수 있는 길을 열어주겠다는 명시된 의도 외에도 리즘의 카탈로그는 다른 관심 분야와 탐구 영역에도 흥미로운 가능성을 제공한다. 예를 들어 작품 수용을 조사하는 동안 다양한 주제에 대한 통찰력을 얻을 수 있다. 한 예로 작곡가의 사후에 그의 음악이 어떻게 평가 되었는지를 알아내는 것일 수 있다는 것인데, 이를 알아보기 위해서는 어떤 작품이 얼마나 많이 재발행 되었는지를 아는 것이 중요할 것이다.
리즘의 데이터베이스는 오늘날까지 잘 알려져 있는 작곡가의 작품 유포에 대한 정보뿐만 아니라 당시에는 높은 평가를 받았지만 현재는 거의 알려지지 않았거나 심지어 잊혀진 많은 창의적인 음악가에 대한 풍부한 정보를 제공한다. 음악 역사가들에게 매우 귀중한 데이터베이스가 될 것이며 연주하는 음악가들에게는 많은 것을 "발굴"하고 재발견하는 것을 가능하게 해줄 것이다.
리즘 카탈로그의 데이터는 다른 도서관 카탈로그, 디지털 인문학 프로젝트 또는 연구 프로젝트에서 사용하기 위해 연결된 데이터 및 연결된 공개 데이터 로 Creative Commons 라이선스에 따라 이용가능하다.

### 리즘 시리즈
리즘 프로젝트의 초기 몇 년 동안 리즘의 작업을 구성하고 특정 레퍼토리에 중점을 둔 일련의 출판물로 고안되었으며, 대부분은 책 형태로 출판되었다. 그러는 사이에 리즘 시리즈의 많은 정보가 전부는 아니지만 온라인 데이터베이스에 통합되었다.
리즘 시리즈는 다음과 같다.
- 시리즈 A: 작곡가의 필사본 및 인쇄출판된 음악
- 시리즈 B: 주제별 사료 인벤토리
- 시리즈 C: 음악 라이브러리 디렉토리

이 외에도 워킹 그룹은 각 국가에서 현존하는 대본을 문서화하는 프로젝트를 수행한다.
리즘 시리즈 A/I – 인쇄된 음악
리즘 Series A/I 1800년 이전 개별 출판 에는 1500년에서 1800년 사이에 출판된 단일 작곡가의 작품을 포함하는 인쇄출판된 음악 에디션을 문서화한다. 다양한 작곡가의 작품 선집은 리즘 시리즈 B에 색인되어 있다.
2,178개의 도서관으로부터 7,616명의 작곡가 (알파벳순으로 정렬)의  78,000개 이상의 인쇄출판본이 9권(1971-1981년 출판)에 문서화되었다. 1986년과 1999년 사이에 4권이 추가로 나왔고 발행인, 인쇄업자, 판각가 및 출판 장소를 나열한 색인이 2003년에 나왔다. 리즘 시리즈 A/I 전권은 카셀의 베렌라이터(Bärenreiter) 에서 출판되었다. CD-ROM은 2012년 말에 Bärenreiter-Verlag에 의해 발행되었으며 CD-ROM 데이터는 2015년에 온라인 카탈로그에 통합되었다
리즘 시리즈 A/II – 음악 필사본
리즘 시리즈 A/II 1600년 이후의 음악 필사본 은 손으로 쓴 음악만을 포함한다. 이 프로젝트는 처음부터 전자 출판으로 구상되었고 마이크로피시 와 CD-ROM으로 발행되었다. 축적된 데이터베이스의 CD-ROM 버전은 뮌헨의 K. G Saur 에서 생산 및 발행 하였는데 이는 2008년에 단종되었다. EBSCO (이전의 NISC) 가 맡고 있는 구독 데이터베이스에서는 계속 사용할 수 있다. 시리즈 A/II 전체는 온라인 데이터베이스에서 제공되며, 여러 인쇄된 카탈로그는 RISM 기록의 일부를 기반으로 발행되었다.
리즘 시리즈 B
리즘 시리즈 B는 주제별로 사료를 문서화 한다. 시리즈 B의 책은 뮌헨의 G. Henle 이 출판했다. 시리즈 B에는 다음이 포함된다. (필요한 경우 제목의 영어 번역이 괄호 안에 표시됨).
- B/I 및 B/II: Reueils imprimés XVIe–XVIIIe siècles(2권). (16세기에서 18세기까지 인쇄된 선집, B/I는 온라인 데이터베이스에서 사용가능)[9]
- B/III: 카롤링거 시대 부터 약 1500년까지의 음악 이론. 설명이 덧붙여진 필사본 목록(6권)
- B/IV: Handschriften mit mehrstimmiger Musik des 11. bis 16. Jahrhunderts (5권, 부록 1권). (1세기에서 16세기까지의 다성음악 필사본 )
- B/V: Tropen- und Sequenzenhandschriften. ( 트로푸스 및 시퀀스의 필사본 )
- B/VI: 음악 관련 Écrits imprimés(2권). ( 음악에 대한 인쇄된 글 )
- B/VII: Handschriftlich überlieferte Lauten- und Gitarrentabulaturen des 15. bis 18. Jahrhunderts. ( 15세기에서 18세기까지의 류트 와 기타 타블라추어 필사본)
- B/VIII: Das Deutsche Kirchenlied(2권, Kassel: Bärenreiter). ( 독일 찬송가 )
- B/IX: 히브리어 사료(2권)
- B/X: 약 900년부터 1900년까지의 아라비아 저서의 음악 이론 (2권)
- B/XI: 고대 그리스 음악 이론 . 필사본의 카탈로그 레조네.
- B/XII: 음악에 관한 음악 필사본. ( 음악에 관한 페르시아 필사본 )
- B/XIII: 슬라브 찬송가, 보헤미아 찬송가, Slavica(HBS), Polonica(HP), Sorabica(HS). (16~18세기 보헤미아, 슬로바키아, 폴란드, 소르비아에서 인쇄된 음악)
- B/XIV: Les manuscris du processionnal(2권). ( 행렬 에 관한 필사본 )
- B/XV: Mehrstimmige Messen in Quellen aus Spanien, Portugal und Lateinamerika, ca. 1490-1630. ( 1490경-1630년  스페인, 포르투갈 및 라틴 아메리카 출처의 다성 미사 )
- B/XVI: 기보된 발리 Palm-Leaf 필사본의 카탈로그 레조네
- B/XVII: Die Triosonate : Catalog Raisonné der gedruckten Quellen ("The Trio Sonata : 인쇄 음악의 카탈로그 레조네")
- B/XVIII/1: Les Sources manuscrites des séquences et proses note. IXe–XVIe 시대

리즘 시리즈 C
음악 연구 도서관 디렉토리 라는 제목의 리즘 시리즈 C는 역사적인 음악 자료를 소장하고 있는 모든 음악 도서관, 아카이브 및 개인 소장을 5권에 목록화했다. 시리즈 C에 설명된 각 기관은 도서관 시글라(sigla)를 가지고 있는데, 이는 음악 사료를 소장하고 있는 기관을 식별하기 위한 약어이다. 시글라은 국가를 나타내는 대문자, 하이픈, 도시를 나타내는 대문자 및 기관 이름을 나타내는 소문자로 구성된다. 예를 들어, "I-MOe"는 "Italy- Modena, Biblioteca Estense Universitaria"를 의미한다.
스페셜 볼륨 RISM-Bibliothekssigel. Gesamtverzeichnis (RISM Library Sigla: Complete Index)는 1999년에 나왔으며 전 세계 기관에 대한 시글라를 포함한다. 시글라 디렉토리는 2011년부터 리즘 웹사이트에서 정기적으로 업데이트되는 검색 가능한 데이터베이스에 제공되고 있다

## 리즘을 사용하는 사람들
- 음악학자: 자신의 연구 분야와 관련된 자료를 살펴보며 작품 카탈로그와 최신판을 검색하기 위한 기반을 찾고자 할 때[11]
- 연주자: �흔한 음악 레퍼토리에서 벗어난 콘서트를 위해서 거의 알려지지 않은 막대한 양의 곡을 발견하려 할 때
- 사서: 자신의 도서관 보유 자료를 보완하는 자료를 탐색하거나 도서관 내 교육을 하면서 리즘 데이터베이스를 사용할 수 있음
- 학생: 과제 또는 기말 보고서에 대한 1차 자료를 참조해야 할 때
- 음악고서 수집가: 다른 사본에 대한 정보를 찾아보고자 할 때
- 연구자: 디지털 인문학, 빅데이터, 음악 정보 검색 분야에서 리즘 데이터를 분석하거나 프로젝트의 일일환으로 통합시킬 때

## 추가 자료
- - Brook, Barry S. and Richard J. Viano. "The Thematic Catalogue in Music: Further Reflections on its Past, Present and Future." In Foundations in Music Bibliography, edited by Richard D. Green, 27–46. New York: Haworth Press, 1993.
  - Falletta, Martina, Renate Hüsken and Klaus Keil, eds. RISM: Wissenschaftliche und technische Herausforderung musikhistorischer Quellenforschung im internationalen Rahmen. Academic and Technical Challenges of Musicological Source Research in an International Framework. Studien und Materialien zur Musikwissenschaft 58. Hildesheim: Olms, 2010. ISBN 978-3-487-14431-3
  - Heckmann, Harald. "Das Répertoire International des Sources Musicales (RISM) in Geschichte, Gegenwart und Zukunft," in Wege und Spuren. Verbindungen zwischen Bildung, Wissenschaft, Kultur, Geschichte und Politik. Festschrift für Joachim-Felix Leonhard, ed. Kelmut Knüppel et al. (Berlin: Verlag für Berlin-Brandenburg GmbH, 2007): 597–605.
  - Jaenecke, Joachim. "RISM: Eine Fundgrube für verschollen geglaubte Musikdrucke aus Deutschland" ("RISM: A Treasure Trove of German Music Prints Thought to be Gone"). In Im Dienste der Quellen zur Musik. Festschrift Getraut Haberkamp. Ed. Paul Mai, 3-11. Bischöflichen Zentralbibliothek Regensburg: Tutzing, 2002.
  - Keil, Klaus. "Report 2010." Acta Musicologica LXXXIII (2011), 161–168. Also available online.[12]
  - Tuppen, Sandra, Stephen Rose, and Loukia Drosopoulou. "Library Catalogue Records as a Research Resource: Introducing ‘A Big Data History of Music.’" Fontes Artis Musicae 63, no. 2 (April-June 2016): 67-88.
  - Ward, Jennifer A. "Getting Back to the Source, Virtually: RISM as a Tool in the Digital Environment." Arti musices: Croatian Musicological Review, 48, no. 2 (2017): 281-294.
  - Keil, Klaus and Laurent Pugin. "Das Internationale Quellenlexikon der Musik, RISM. Ein Gemeinschaftsprojekt zum Nutzen und als Aufgabe für Forschung und Bibliotheken." Bibliothek Forschung und Praxis 42, no. 2 (2018): 309-318.